# Biblioteca Mazzarino
La Biblioteca Mazzarino (Bibliothèque Mazarine) è la più antica biblioteca pubblica di Francia. Si trova in quai de Conti, nel VI arrondissement di Parigi.

## Storia

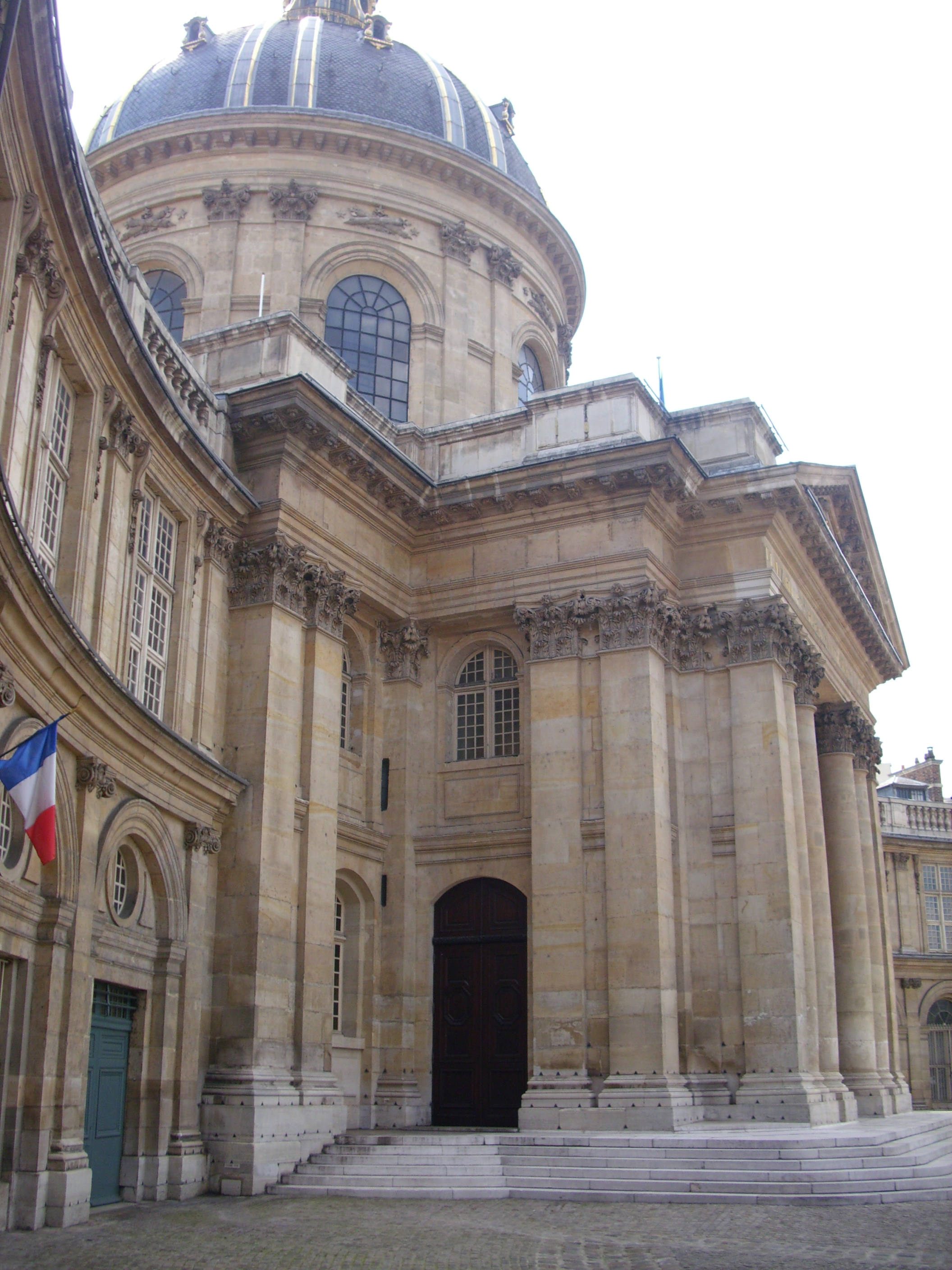
LInstitut de France dove è situata la Biblioteca Mazzarino

Fu inizialmente la biblioteca personale del Cardinale Mazzarino (1602-1661), che fu anche un grande bibliofilo. La sua prima biblioteca, organizzata dal suo bibliografo, Gabriel Naudé, andò dispersa quando egli dovette fuggire da Parigi durante la Fronda.
Rientrato a Parigi, iniziò a ricostituire una seconda biblioteca, mettendo insieme quello che era rimasto della prima, assistito dal successore di Naudé, François de La Poterie. Alla sua morte lasciò in eredità la sua biblioteca, che aveva aperto agli studiosi dal 1643, al Collège des Quatre-Nations, che aveva fondato nel 1661. Riaperta nel 1682, la biblioteca Mazarino ha occupato l'ala orientale del Bâtiments du Collège sin dal suo inizio. Il Collège des Quatre-Nations è diventato nel 1805 il Palais de l'Institut de France.
Al tempo della Rivoluzione francese, la Biblioteca Mazzarino è riuscita a salvare più di 60.000 volumi. La biblioteca è diventata pubblica e ha ricevuto un numero considerevole di libri sequestrati a nobili o a congregazioni religiose. Tra la sua collezione di incunaboli è un esemplare della Bibbia di Gutenberg, noto come Bibbia di Mazzarino.

## Bibliotecari
- Gabriel Naudé
- Charles Palissot de Montenoy
- Charles Marie Dorimond de Féletz
- Jean Augustin Amar-Durivier
- Joseph Naudet: -1848
- Charles Augustin Sainte-Beuve: 1840-1848
- Jean-Jacques Ampère
- Armand d'Artois
- Pierre Gasnault
- Christian Péligry